# Bo Lindman
Bo Sigfrid Gabriel Lindman (ur. 8 lutego 1899 w Sztokholmie, zm. 30 lipca 1992 w Solnie) – szwedzki pięcioboista nowoczesny, złoty medalista igrzysk olimpijskich w Paryżu, srebrny medalista igrzysk olimpijskich w Amsterdamie i igrzysk olimpijskich w Los Angeles.